# لويز تريسي
لويز تريسي (بالإنجليزية: Louise Tracy)‏ هي ممثلة أمريكية، ولدت في 31 يوليو 1896 في نيو كاسل في الولايات المتحدة، وتوفيت في 13 نوفمبر 1983 في لوس أنجلوس في الولايات المتحدة.